# Jan Morava
Jan Morava (* 27. února 1979 Mělník) je český politik, v letech 2006–2008 poslanec Parlamentu České republiky za ODS. Odstoupil po vypuknutí aféry se sběrem politických kompromitujících materiálů v září 2008.

## Osobní život
Roku 1998 odmaturoval na Střední podnikatelské škole v Mělníce a vstoupil do ODS; studoval učitelství na středních školách v rámci programu celoživotního vzdělávání na UK a roku 2005 absolvoval jednoletý kurz na Liberálně-konzervativní akademii CEVRO, blízké straně. Pracoval v počítačové firmě, učil na Soukromé obchodní akademii Neratovice a od roku 2002 do ledna 2006 byl zaměstnán jako manažer oblastního sdružení ODS. Žije v Neratovicích, rodiče jsou učitelé, otec František Morava (*1945) byl do roku 2002 starostou Neratovic (ODS) a od roku 2006 jejich místostarostou.
Je bezdětný, s manželkou Klárou Moravovou se v létě 2008 rozešli.

## Politická kariéra
V komunálních volbách roku 1998 a komunálních volbách roku 2002 neúspěšně kandidoval do zastupitelstva města Neratovice za ODS. Profesně se uvádí k roku 1998 jako podnikatel, k roku 2002 coby manažer ODS.
V červnu 2006 byl desátý na středočeské kandidátce ODS do Poslanecké sněmovny; díky vysokému výsledku ODS v regionu se do sněmovny jako poslední dostal. Byl nejmladším zvoleným poslancem ODS. Založil si poslaneckou kancelář v Mělníku, Neratovicích a Kralupech nad Vltavou a vynikal rekordní docházkou na zasedání; v červnu 2007 vzbudil pozornost návrhem krátit zákonodárcům náhrady při absencích. Působil jako člen výboru pro vědu, vzdělání, kulturu, mládež a tělovýchovu a člen ústavněprávního výboru. Ve sněmovně setrval do své rezignace v září 2008.

### Aféra s kompromitujícími materiály
Ve čtvrtek 4. září 2008 zveřejnila Mladá fronta DNES (odpoledne na iDNES; v tištěném vydání až v pátek), že po redaktorech TV Nova vydávajících se za detektivní agenturu Morava žádal pořídit na letišti fotografie tehdy třiadvacetileté dcery poslankyně Olgy Zubové (Strana zelených), kritické ke vládě, s tím, že by mohly sloužit k nátlaku na ni. Poslanec Vlastimil Tlustý vedoucí stále ostřejší spor s vedením ODS se počátkem roku ve spolupráci s Jankem Kroupou z Novy nechal vyfotografovat ve vířivce s cizí ženou s cílem skrytou kamerou dokumentovat údajné korupční a vyděračské praktiky v české politice. Reportéři nabízeli „kompromitující fotografie“ pod falešnou totožností; Marek Dalík je odmítl, ale Morava projevil zájem, přičemž o svém postupu jednal s předsedou poslaneckého klubu Petrem Tluchořem v míře, o níž oba tvrdí něco jiného. Následně od reportérů žádal kompromitující materiály na další poslance a fotografie Tlustého nabízel MF DNES. V delegaci do Ázerbájdžánu v květnu se spřátelil se Zubovou, načež se seznámil s její dcerou Martinou. Kroupovu reportáž vysílala Nova v neděli 7. září večer.
Moravovo jednání ostře odsoudil předseda ODS Mirek Topolánek už v projevu na sjezdu Strany zelených v pátek 5. září, označil ho ovšem za oběť Tlustého. Grémium ODS na mimořádném jednání v sobotu vyzvalo Moravu i Tlustého, aby rezignovali na poslanecký mandát. Morava naznačil, že rezignaci zvažuje, stáhl se do ústraní a odvolal i přislíbená vystoupení, a svolal tiskovou konferenci na 14:00 pondělí 8. září. Tam oznámil, že skládá poslanecký mandát, za své jednání se omluvil (při rozhovorech s médii plakal) s tím, že neměl v úmyslu Zubovým uškodit a byl nepochopen, a prohlásil se za naivní oběť Tlustého provokace.
Notářsky ověřenou rezignaci Morava podal ve sněmovně až příští středu 17. září; nahradil ho Miroslav Jeník, místostarosta Nymburka a náměstek ministra práce a sociálních věcí Petra Nečase pro rozpočet a majetek. Morava odstoupil také z předsednictví mělnické oblastní rady ODS (vedením byl pověřen místopředseda Libor Lesák) a požádal o pozastavení členství ve straně, dokud nebude očištěn, což však stanovy neumožňují; rada neratovického místního sdružení mu 18. září doporučila ve straně setrvat.
Po vypuknutí aféry aktivista Jiří Jehlička podal na Moravu trestní oznámení pro podezření z trestných činů vydírání a útisku, jako učinil už dříve u aktérů několika politických skandálů.
Tlustý rezignovat odmítl s tím, že byl jen „volavka“, a přešel do protiútoku proti Topolánkovi a Tluchořovi; opustil poslanecký klub a slánské místní sdružení ODS přijalo jeho vysvětlení a nevyloučilo ho. Následně využili aféry k odchodu z klubu členové Tlustého pravicové platformy Juraj Raninec a Jan Schwippel.

### Následné politické aktivity
Ani po své rezignaci na poslanecký mandát se nepřestal Morava politicky angažovat. V červnu 2010 se účastnil kongresu ODS, kam ho vyslalo místní sdružení v Neratovicích. O své aféře tehdy řekl: „Bylo správné v tu chvíli z politiky odejít. Po těch dvou letech je, myslím, patrné, jak to bylo. Státní zástupce celou věc prošetřil, zveřejnil, že ničeho, z čeho jsem byl obviňován, jsem se nedopustil. Neměl jsem v úmyslu nikoho vydírat.“ Pracoval v soukromé firmě v oboru IT technologií jako manažer. K roku 2011 zastával funkce předsedy místní organizace ODS v Neratovicích a místopředsedy Oblastní rady OS ODS Mělník.